# Saxifraga nigroglandulifera
Saxifraga nigroglandulifera är en stenbräckeväxtart som beskrevs av Balakr.. Saxifraga nigroglandulifera ingår i Bräckesläktet som ingår i familjen stenbräckeväxter. Inga underarter finns listade i Catalogue of Life.